# Duncan (film)
Duncan è un film del 2020 diretto da John Valley.
Il film è una satira sociale ispirata alla reale teoria della cospirazione nota come Pizzagate.

## Trama
Un giornalista dilettante ed un miliziano di estrema destra si alleano per esporre la brutta verità dietro le voci che coinvolgono culti sessuali, una pizzeria e il popolo delle lucertole.